# Xã Brimfield, Quận Peoria, Illinois
Xã Brimfield (tiếng Anh: Brimfield Township) là một xã thuộc quận Peoria, tiểu bang Illinois, Hoa Kỳ. Năm 2010, dân số của xã này là 1.235 người.